# Ritratto di un ecclesiastico
Il Ritratto di un ecclesiastico è un dipinto a olio su tela (101,5x78 cm) del Moretto, databile al 1545 circa e conservato nell'Alte Pinakothek di Monaco di Baviera.

## Storia
L'opera, riferibile all'ultima fase del pittore, venne acquistata nel 1838 dal marchese Canova a Venezia.

## Descrizione e stile
Un uomo sulla quarantina, in abito da ecclesiastico scuro, sta seduto di tre quarti verso destra vicino a un tavolo dove, su un tappeto usato come copertura, sta un libro aperto. L'uomo, che tiene un braccio appoggiato sul libro e con l'altra mano regge un fazzoletto, ha un'espressione velata di malinconia, tipica dei ritratti dell'artista, e sembra immerso in pensieri profondi, come suggerisce anche la clessidra posta dietro di lui, quale monito del tempo che trascorre.
Lo sfondo rappresenta sinteticamente una stanza con un'alta boiserie lignea, sulla quale sono appoggiati libri, sullo sfondo di una finestra con vetri piombati: potrebbe benissimo trattarsi di una canonica, in accordo con la tipologia del soggetto.
Robert Oertel scrisse una significativa pagina sull'opera, collocandola tra i capolavori della ritrattistica nord-italiana del Cinquecento: "Saggezza e umanità sono le caratteristiche salienti della personalità del sacerdote; il suo portamento rilassato potrebbe essere un'espressione del suo carattere o parimenti un atteggiamento verso la vita di quei tempi, sul finire del Rinascimento".
La posa mostra un'impostazione classica, che tradisce una tensione verso la ricerca di armonia ed equilibrio. Alla scuola bresciana rimandano la tavolozza smorzata, accesa appena dai rossi del tappeto e del telo sul ripiano della clessidra. Straordinari effetti materici si registrano nel trattamento dell'abito, dove pieghette vicine alle cuciture rendono alla perfezione la pesante consistenza del tessuto lucido, con memorie del particolare trattamento del panneggio di un altro pittore bresciano, Savoldo.

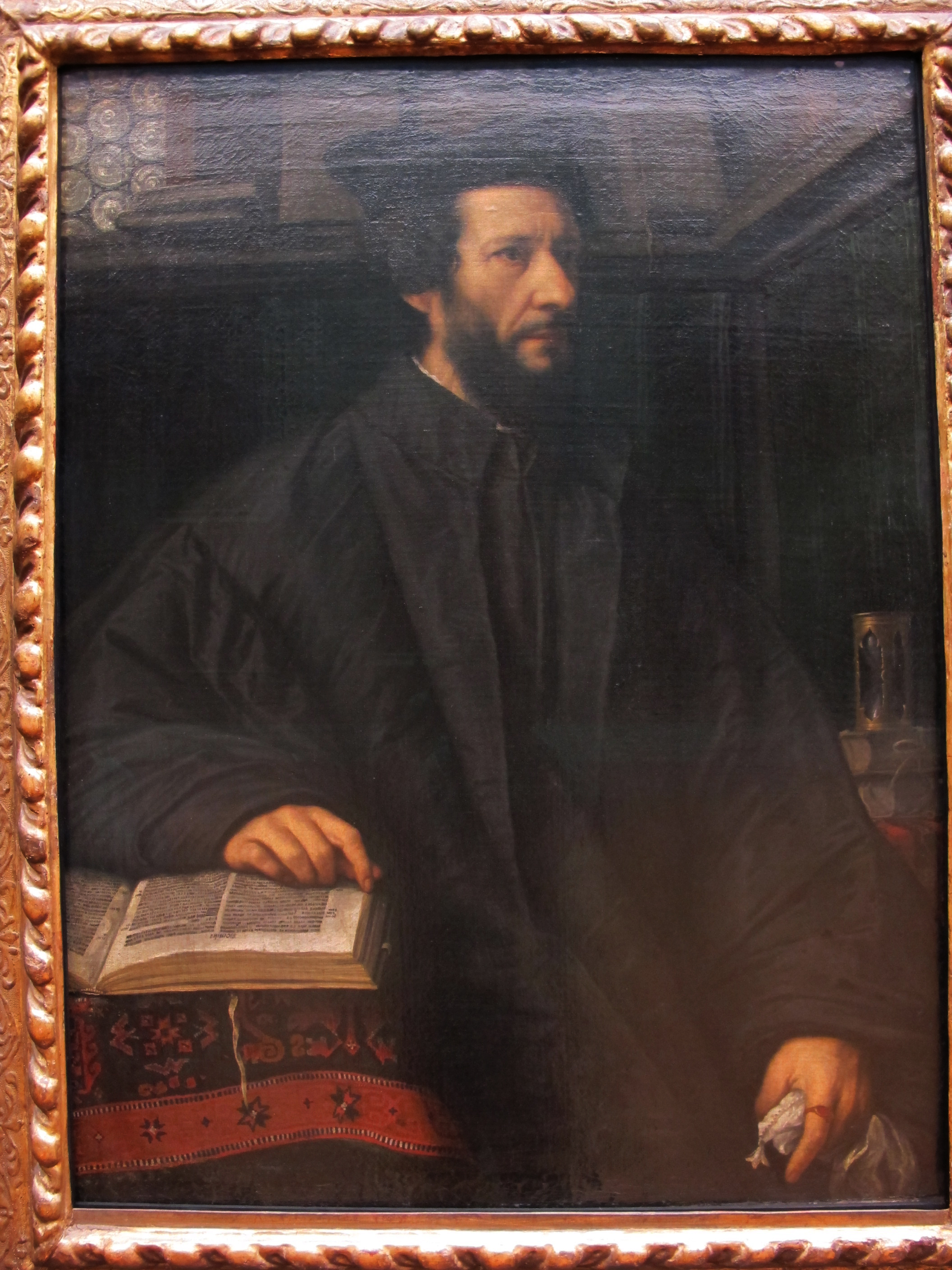
Il dipinto nella cornice, foto a colori